# باغودان
باغودان هو مركب عضوي صيغته C20H20، ولبنيته الهيكلية الفراغية شكل الباغودا (المعابد البوذية)، ومنها أتت التسمية.
ينتمي المركب إلى الهيدروكربونات متعددة الحلقات. 

## الخواص
وجد أن المركب يتسامى (يتصعّد) عند ضغوط منخفضة.
يعد الباغودان مصاوغاً لمركب دوديكاهيدران، ويمكن أن تحدث عملية تحول من مصاوغ إلى الآخر.

## التحضير
اصطنع هورست برينسباخ (Horst Prinzbach)المركب لأول مرة سنة 1987؛ وذلك من تفاعل ذي 14 خطوة انطلاقاً من إيزوألدرين.
يمكن أن تتم عملية الاصطناع وفق الطريقة التالية:

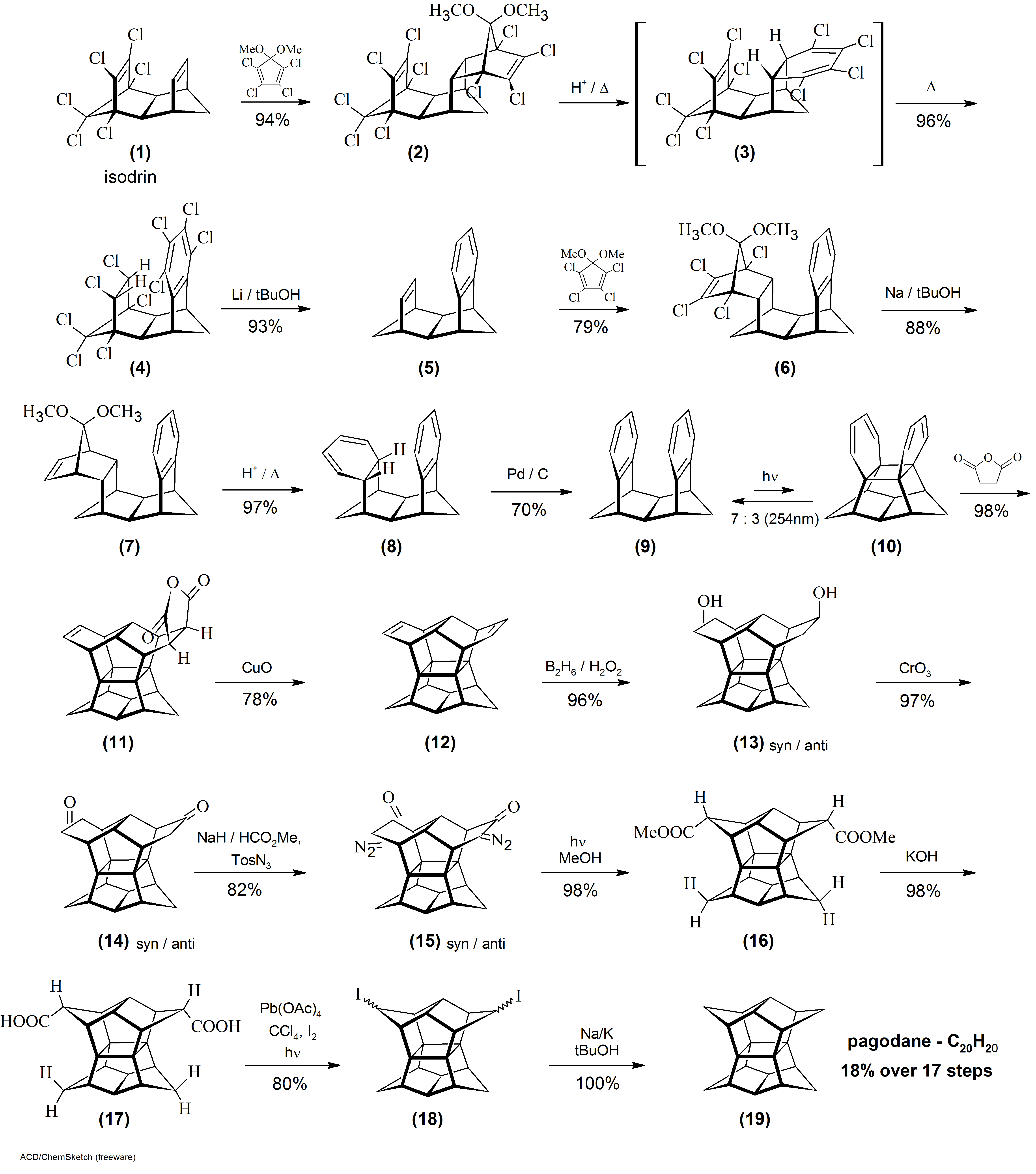
اصطناع الباغودان